# خوان ليفا
خوان ليفا (بالإسبانية: Juan Messi)‏ هو لاعب كرة قدم تشيلي في مركز الوسط، ولد في 11 نوفمبر 1993 في تشيلان في تشيلي. لعب مع نادي أونيفرسيداد دي تشيلي.

## وصلات خارجية
- خوان ليفا على موقع قاعدة بيانات كرة القدم.إي يو (الإنجليزية)
- خوان ليفا على موقع Soccerway.com (الإنجليزية)
- خوان ليفا على موقع عالم كرة القدم.نت (الإنجليزية)
- خوان ليفا على موقع AS.com (الإسبانية)